# Gore Verbinski
Gore Verbinski (n. 16 martie 1964, Oak Ridge⁠(d), Tennessee, SUA) este un regizor american. Este cunoscut în special pentru că a regizat primele trei filme din seria Pirații din Caraibe și filmul Rango pentru care Verbinski a primit premiile Oscar și BAFTA la categoria cel mai bun film de animație.

## Filmografie
- Vânătoarea de șoareci (1997)
- Mexicanul (2001)
- Avertizarea (2002)
- Pirații din Caraibe: Blestemul Perlei Negre (2003)
- Meteorologul (2005)
- Pirații din Caraibe: Cufărul omului mort (2006)
- Pirații din Caraibe: La capătul lumii (2007)
- Rango (2011)
- Legenda călărețului singuratic  (2013)
- O terapie pentru viață (2016)

## Legături externe
- Materiale media legate de Gore Verbinski la Wikimedia Commons
- Gore Verbinski la Internet Movie Database